# بروس أوين
بروس أوين هو سياسي كندي، ولد في 1931 في تشاتام كينت في كندا. حزبياً، نشط في الحزب الليبرالي في أونتاريو ‏. وقد انتخب عضو برلمان مقاطعة أونتاريو.